# Festung (Wehrmacht)
Eine Festung ist eine militärische Einheit.
Kurz vor Ende des Zweiten Weltkriegs wurden im Zuge der Festen Plätze unterschiedliche militärische Einheiten gebildet, welche die Orte als Befestigung verteidigen sollten.

## Einheiten
Neben den so bezeichneten Festungs-Divisionen existierten auch weitere militärische Einheiten, die aber nicht den Zusatz „Division“ erhielten.
Auf den von der Wehrmacht besetzten Inseln wurden z. T. sogenannten Festungs-Brigaden aufgestellt.
Die meisten Festen Plätze wurden durch einen Festungskommandanten befehligt.

### Festungs-Brigaden (Auswahl)
- Festungs-Brigade Korfu (Wehrmacht): von Mitte Juni 1944 bis zur Räumung Korfus im Herbst 1944
- 1. Festungs-Brigade Kreta: von Januar 1942 bis November 1942
- 2. Festungs-Brigade Kreta, später Festungs-Brigade Kreta (Wehrmacht): von Februar 1942 bis Ende Januar 1944

### Festungs-Divisionen
- Festungs-Division Danzig: von Anfang Januar 1945 bis zur Kapitulation von Danzig Ende März 1945
- Festungs-Division Frankfurt/Oder: von Anfang Januar 1945 bis Ende April 1945
- Festungs-Division Gotenhafen: von Anfang Januar 1945 bis zur Kapitulation von Gotenhafen Ende März 1945
- Festungs-Division Stettin: von Ende März 1945 bis Ende April 1945
- Festungs-Division Swinemünde: von Anfang Januar 1945 bis Kriegsende
- Festungs-Division Warschau: von Anfang Januar 1945 bis Ende Januar 1945

### Festung Görlitz
Die Festung Görlitz wurde im Januar 1945 als Ortsstützpunkt eingerichtet und erhielt das Festungs-Infanterie-Regiment Görlitz 1 mit zwei Bataillone (aus dem Festungs-Infanterie-Bataillon 1456 und 1460 gebildet) und das Festungs-Infanterie-Regiment Görlitz 2 mit zwei Bataillone zugewiesen.
Festungskommandant war ein Oberst Neise.

### Festung Kolberg
Ende Januar 1945 erfolgt für Kolberg die Ernennung eines Festungs-Kommandanten. Dabei bestand die Einheit aus:
- Abschnitt West mit zwei Volkssturm-Bataillone
- Abschnitt Mitte mit Alarmeinheiten der Marine (Torpedoschule 3 Kolberg) und Bataillon Hempel
- Anschnitt Ost mit Feldausbildungs-Regiment der 3. Panzer-Armee, gebildet aus den Resten des Grenadier-Ersatz- und Ausbildungs-Regiment 258 (Kolberg) und ab Mitte März 1945 zusätzlich Bataillon Koll (I./Festungs-Regiment 5 (Swinemünde))

Am 18. März 1945 wurde die Festung Kolberg über den Seeweg geräumt.
Festungskommandant war der Oberst Fritz Fullriede.

### Festung Küstrin
Küstrin wurde im Januar 1945 zur Festung erklärt. Mitte Februar 1945 bestand die Einheit aus:
- Kampfgruppe Major Otto Weg(e)ner (Sektor Altstadt)
- Kampfgruppe Oberst der Gendarmerie Walt(h)er (Sektor Neustadt)
- Kampfgruppe Oberst Krüger
- Kampfgruppe Hauptmann von Oldershausen
- Reservekampfgruppe Hauptmann Strube
- Kampfgruppe Major Nachwey, später Oberstleutnant Meik
- vier Volkssturm-Bataillone
- Artillerie-Ersatz- und Ausbildungs-Abteilung 39 (Küstrin)
- Festungs-Stamm-Artillerie-Regiment 3132, ab April 1945 Festungs-Artillerie-Regiment 1350
- Pionier-Ersatz- und Ausbildungs-Bataillon 68 (Küstrin)
- Landes-Pionier-Bataillon 513

Zusätzlich waren folgende ausländische Verbände der Festung zugewiesen:
- Ungarisches Infanterie-Bataillon IV./89
- zwei Bataillone Ostfreiwilliger: Turkmenisches Einsatz-Bataillon und Nordkaukasisches Einsatz-Bataillon

Im März war die Festung Küstrin der 9. Armee bei der Heeresgruppe Weichsel unterstellt.
Festungskommandant war der SS-Gruppenführer Heinz Reinefarth.

### Festung Posen
1944 wurde in Posen eine Festungs-Kommandantur eingerichtet. Ende Januar 1945 bestand die Besatzung u. a. aus:
- Schule V für Fahnenjunker der Infanterie (Posen)
- Infanterie-Ersatz- und Ausbildungsbataillon 500 (Posen)
- Festungs-Infanterie-Bataillon 1442 und 1446
- Festungs-MG-Bataillon 82, 83 und 90
- Festungs-Pionier-Bataillon 66
- zwei bis vier Landesschützen-Bataillone
- ein Volkssturm-Bataillon

Am 22. Februar 1945 wurde die Festung eingenommen.
Festungskommandant war bis Mitte Dezember 1944 der Generalmajor Otto Deindl.

### Festung Schneidemühl
Mitte Oktober 1944 wurde in Schneidemühl ein Festungs-Kommandant ernannt. Ende Januar 1945 war die Festung Schneidemühl mit vier sogenannten Gneisenau-Bataillonen, zwei Alarm- und 2 Volksstum-Bataillonen ausgestattet. Anfang Februar 1945 waren drei Regimenter zugeordnet und die Festung Schneidemühl der 11. Armee zugewiesen:
1. Regiment Mentz mit zwei Bataillonen
2. Regiment Bonin mit vier Bataillonen
3. Regiment Möring mit zwei Bataillonen

Andere Angaben weisen mit Regiment Bonin, Regiment Obermeier, Regiment Schwarzmeier und Regiment Sann vier Stellungs-Regimenter aus. Auch werden zwei MG-Abteilungen genannt: Festungs-MG-Abteilung Schneidemühl I und Festungs-MG-Abteilung Schneidemühl II.
Zusätzlich waren eingesetzt:
- Bataillon Kolberg (Heeresoffizierschule), Eutin und Treptow
- Bataillon Belgard, Anklam, Schneidemühl, Hannover, Feldherrenhalle
- Aufklärungs-Abteilung Stolp
- Marine-Bataillon (23. Schiffs-Stamm-Abteilung) Deutsch Krone
- I./Artillerie-Lehr-Regiment 5 (Groß Born)
- Sturmgeschütz-Abteilung Graf Dohna (mit Wespe und Hummel)

Am 13. Februar 1945 versuchten die deutschen Einheiten einen Ausbruch, um die sowjetische Umschließung zu brechen und zu den deutschen Linien zu gelangen. Der größte Teil überlebte den Ausbruch nicht und nur ein kleiner Teil konnte zu den deutschen Truppen gelangen. Die Festung Schneidemühl fiel am 17. Februar 1945.
Festungskommandant war bis zum missglückten Ausbruch aus dem Kessel um Schneidemühl Mitte Februar 1945 Oberstleutnant/Oberst Heinrich Remlinger. Aufgrund von Sippenhaft leistete der Major Karl-Günther von Hase Frontdienst bei der Festung Schneidemühl.